# Gabriele Brocani

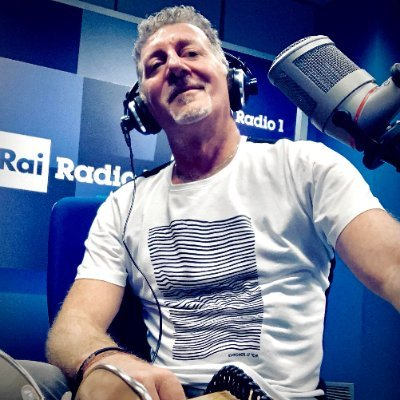
Gabriele Bròcani

Gabriele Bròcani (Latina, 12 luglio 1968) è un conduttore radiofonico italiano.

## Attività radiofonica
Esordisce radiofonicamente nel 1982 a soli 14 anni a Radio Costa Tirrena, una piccola radio della provincia di Latina, e poco dopo approda nella ben più nota RadioLatina1.
Dopo una serie di esperienze in ambito locale che lo portano a collaborare con molte altre emittenti (Radio Onda Blu, Radio Spazio Musica, Radio Città Nord, ecc.), approda nel 1989 a Radio Immagine, che viene assorbita mesi dopo dalla più importante Radio Luna dove ha ricoperto l'incarico di direttore artistico fino al 2021.
Al ritorno da un'esperienza di animatore turistico che lo tiene lontano dall'Italia per qualche tempo entra a far parte definitivamente dello staff di Radio Luna, che nel frattempo è diventata la più importante radio della provincia, per diventare la voce del pomeriggio, dapprima conducendo la popolare trasmissione Dillo alla luna, e poi Ambasciator non porta pena, uno show creato appositamente sulla sua capacità di interagire in modo spontaneo con gli ascoltatori e sulla sua abilità negli scherzi telefonici.
Dal 2003 entra nel gruppo Radio Dimensione Suono e il 7 luglio 2007, proprio per RDS è l'inviato a Rio de Janeiro per il Live Earth. Conduce quotidianamente dalle 6,00 alle 9,00 la trasmissione di apertura su Dimensione Suono 2.
Dal 2006 inizia la collaborazione con Radiouno Rai in qualità di programmista/regista per la fortunata serie Brasil.
È stato uno dei conduttori di Radiouno Musica nei programmi La Notte di Radio1 e Suoni d'Estate e Caffè Ristretto il contenitore musicale e di spettacolo degli eventi del fine settimana di Radiouno oltre ai programmi START, Baobab e Sabato Sport.
Durante le Olimpiadi di Londra 2012 ha condotto in coppia con Daniele Masala la trasmissione Radio 1 Olimpia.
Regista dal 2014 al 2016 di "Italia Sotto Inchiesta", trasmissione di Radio1 RAI condotta da Emanuela Falcetti in onda ogni giorno alle 17:05 e di "Stereonotte", lo storico programma di informazione musicale in onda ogni sabato dopo il giornale della mezzanotte.
È stata una delle voci di "Radio Globo".
Si è occupato della produzione della fortunata serie radiofonica di Radio1 Rai Latitudine Soul scritta da Luca Sapio e raccontata da Luca Ward.
È attualmente conduttore e regista del canale digitale Rai Radio 1 Sport dove dopo aver condotto la trasmissione Note di Sport Archiviato il 28 ottobre 2019 in Internet Archive.: lo sport attraverso il cinema, i libri e le canzoni è una delle voci del programma "Tempi Supplementari" e autore e conduttore di vari programmi di Rai Radio1 (Radio1 Box, L'Italia in diretta, Radio1 Musica) e regista delle trasmissioni di Rai Isoradio: Avanti tutta (con Silvia Salemi) Radici (con Francesca Parisella) e Il Marzulliere (con Gigi Marzullo). 
Conduce ogni mattina dalle 5 alle 6, la trasmissione Disco Sveglia su Rai Radio1 con Gianmaurizio Foderaro e la rubrica di Rai Isoradio "Back Home" con Silvia Salemi dalle 20 alle 21. 

## Attività musicale
Nei primi anni novanta, sostiene l'esame da autore presso la S.I.A.E. ed entra a far parte, come cantante e armonicista, di una blues band locale chiamata "The Crossroads". Durante questa decade fonda altri tre gruppi tra le quali uno di blues-a-billy: "The Big Mary's" e una cover band di brani di Vinicio Capossela, Fred Buscaglione e Paolo Conte: i "Pongo Sbronzo", esperienza che li dirotta verso brani originali e li trasforma nei "Bandonia Fly" (vincitori del concorso nazionale per gruppi emergenti SONICA'99 in Sicilia). Si dedica alla realizzazione di colonne sonore per produzioni televisive, teatrali e cinematografiche e alla produzione di sonorizzazioni per radio e tv.
Nel 2022, con lo pseudonimo di Chengo, pubblica un EP di brani Rock Blues originali dal titolo "The Falling Rain", realizzato con la collaborazione di Tom Corea, Larry Tillman, Neil Schmidt, Rachel Maxann, Richard Bradley e altri.

## Attività letteraria e cinematografica
Nel 2006 ha pubblicato una raccolta di racconti autobiografici legati alla sua esperienza in Africa dal titolo "Watamu's Blues".
Nel luglio del 2008 realizza un cortometraggio dal titolo 23 Minuti tratto da un suo breve racconto pubblicato nell'antologia Parole in corsa VI, e che vede la partecipazione di giovani attori quali Subash Scheggi Merlini, Federica Montanelli e Gianluca Bolognesi. Il film viene selezionato per il premio del pubblico della quarta edizione del festival Zerotrenta di Argenta (FE) e selezionato per il premio corto off riservato alle opere prime nel concorso nazionale Les petites lumière di Marcianise (CE) e inserito, nell'aprile del 2009, nella serata dedicata alle tematiche sociali della quinta edizione del Reggio Calabria Film Fest.
Nel maggio del 2009 realizza un nuovo cortometraggio dal titolo Guilty Pleasure per l'edizione italiana del concorso internazionale 48h film project e per il quale cura regia, sceneggiatura e compone le musiche originali. Tra i vari attori presenti, i giovani Alessia Mancarella, Leandro Da Silva e Gioia Marzocchi.
A settembre 2009 risulta tra i migliori scrittori del premio letterario Giallolatino e il suo racconto "Solo un bastardo" viene pubblicato nell'antologia della terza edizione.
Nel dicembre 2013 termina la realizzazione del documentario "Il mio nome è Omar" sulla storia del desaparecidos italo-cileno Omar Venturelli e del processo celebrato a Roma nei confronti di uno dei presunti responsabili delle stragi di Temuco, Oscar Alfonso Podlech Michaud. Un ex sacerdote, sospeso a divinis, “colpevole” di aver sostenuto la candidatura di Allende nel ’70. Il documentario ripercorre il drammatico sfondo politico e sociale del Cile dal golpe fino al processo a Roma, cercando di capire, attraverso una storia privata e il racconto dei testimoni, come ancora oggi, nonostante la fine della dittatura, sia impossibile una pacificazione. Omar Venturelli era nato in Cile da una famiglia originaria di Pavullo (Modena). In Italia vive oggi sua figlia Maria Paz, che all’epoca della “scomparsa” del padre aveva solo due anni e che ha trascorso la sua vita alla ricerca della verità e della giustizia per suo padre.
A giugno del 2016 realizza in qualità di regista un documentario dal titolo "Latina: Storia di un ospedale che non c'è più" sul primo ospedale dell'allora Littoria che risale a prima della bonifica e demolito negli anni ottanta. Il film racconta la storia della prima infermeria, poi centro antimalarico ed infine ospedale e parte dal 1923, periodo antecedente la bonifica, e si chiude alla fine degli anni ‘80 con la demolizione dell’ospedale; nel mezzo, le testimonianze, i racconti e documenti originali dell'epoca.
Nel maggio del 2017 realizza il cortometraggio "Vacanze Separate" sul tema della violenza di genere tratto da un suo breve racconto del 2001. L'opera vede la partecipazione della giovane attrice Chiara Protani e di Giada Colafrancesco. Le musiche originali sono di Niccolò Fabi. La colonna sonora si è aggiudicata la vittoria al SIC Festival e al Valle D'Itria Corto Festival . Il corto ha vinto il premio "In Cammino" alla XXIIa edizione del Premio Nickelodeon di Spoleto, il premio alla miglior sceneggiatura all'Effetto Cinema Film Festival  ed è stato inoltre segnalato come eccellenza dal Premio Treccani web e finalista nella categoria "miglior corto italiano" al Milano International Film Festival.
L'opera è stata selezionata e proiettata nei seguenti festival:
- Puerto Madero International Film Fest (ARG)
- Indian Cine Film Festiva l (INDIA)
- CyBorg Festival
- AmarCort
- Geo Film Festival,
- Arraial Cine Fest (BR)
- Corti a Sud
- SIC Festival Menzione speciale a Niccolò Fabi per la migliore colonna sonora originale
- 22º Premio Nickelodeon Vincitore categoria "In Cammino"
- Omovies Festival
- MalatestaShort Film Festival Archiviato il 16 novembre 2017 in Internet Archive.
- Oniros Film Award
- Fotogramma d'Oro Short Film Festival
- MIFF

A giugno 2018 realizza il cortometraggio Mara dei Cormorani tratto da un suo racconto pubblicato nell'antologia "Mi Ricordi il Mare" (Perrone Editore) Archiviato il 16 novembre 2018 in Internet Archive.. Il film tratta il tema della disabilità in modo laterale e delicato ed è stato realizzato sul litorale di Sabaudia. Ha ottenuto il premio come miglior corto al Cellole Film Festival e si è aggiudicato la menzione speciale al Corti Di mare Film Festival e allo Short Film Fest San Giovanni di Spoleto ed è stato inserito nelle selezioni ufficiali dei seguenti festival: 
- Palena Film Festival
- Francavilla Film Festival
- Jalari in Corto Archiviato il 16 novembre 2018 in Internet Archive.
- Wimbledon Library Film Club
- Rieti e Sabina Film Festival
- Popoli e Religioni Film Festival
- Mediterranean Film Festival
- Culture Of Life Film Festival (Memphis)

Nel luglio 2018 cura la regia del documentario "...Si dice giàz!"  La vita e la musica di Orazio Di Pietro L'opera rappresenta il profilo di un influente musicista jazz che ha collaborato con i maggiori artisti italiani e internazionali a cavallo degli anni Cinquanta e Sessanta come Mina, Lucio Dalla, Gianni Morandi e soprattutto Peter Van Wood con il quale si è esibito in tutto il mondo. A causa di problemi di salute, abbandonati i palcoscenici, si è dedicato all'insegnamento divenendo un prezioso punto di riferimento per i giovani della sua città.
Dall'ottobre 2019 è direttore artistico del premio nazionale di letteratura "Invictus" e Presentatore ufficiale del festival nazionale Sanremo Rock